# Sacred
| Сводный рейтинг       | Сводный рейтинг     |
| Агрегатор             | Оценка              |
| --------------------- | ------------------- |
| GameRankings          | 76,13 %             |
| Metacritic            | 74/100 (37 обзоров) |
| «Критиканство»        | 81/100 (10 обзоров) |
| Иноязычные издания    |                     |
| Издание               | Оценка              |
| GameSpot              | 7,6/10              |
| GameSpy               | [ 6 ]               |
| IGN                   | 7,8/10              |
| Русскоязычные издания |                     |
| Издание               | Оценка              |
| Absolute Games        | 60 %                |
| PlayGround.ru         | 9,0/10              |
| «Домашний ПК»         | [ 10 ]              |
| «ЛКИ»                 | 87 %                |
| Награды               |                     |
| Издание               | Награда             |
| ДПК                   | Выбор редакции      |
| ЛКИ                   | Корона              |

Sacred (в России известна как Князь тьмы) — компьютерная игра в жанре ролевой экшн, разработанная немецкой компанией Ascaron и выпущенная Take-Two Interactive в 2004 году. Действия игры разворачиваются в фэнтезийном мире на континенте Анкария. Выбрав одного из предложенных персонажей, игрок путешествует по материку, выполняя различные задания.
Для игры было выпущено два дополнения в 2004 и 2005 годах. В 2008 году вышла версия игры под Linux. Игра стала коммерческим хитом — к 2009 году продажи по всему миру превысили 2 миллиона копий. Sacred стала началом франшизы: за ней последовали продолжения Sacred 2: Fallen Angel, Sacred Citadel и Sacred 3.

## Игровой мир

### Карта
Карта (территория игры) в Sacred весьма обширная. Весь мир Анкарии разделён на множество регионов, отличающихся друг от друга рельефом, климатом, природой, флорой и фауной; особое значение имеют господствующие типы сопротивления у обитающих в данной местности существ. Во многих регионах присутствуют различные населенные пункты: от торговых постов и деревень до крупных поселков и городов.
На юге Анкарии расположено обширное море; к нему прилегает вся Нижняя Преисподняя и анкарианские пустыни. В море много островов (особенно вдоль побережья), но доступны лишь острова Крабов, Малорка, Пиратов, Вулкана, Сокровищ (причем последний доступен лишь демонице) и несколько безымянных мелких островов близ побережья, на которых могут попадаться гули и пещерные рыбы. На юго-востоке и на северо-западе в горных районах полно льдов и снегов. На западе, севере и востоке располагаются леса. В центре находится зона лесостепи.

#### Регионы Анкарии
- Центральный регион: Исходя из названия, занимает центр карты Анкарии. Рельеф в основном равнинного типа, но с частыми холмами и обрывами, на севере региона расположены крупные плоскогорья, климат умеренный, территория покрыта смешанными лесами и лугами, имеются крупные реки и озера, горные области окаймляют регион с севера, юга и запада. Этот крупнейший регион широко заселен людьми, имеется множество населенных пунктов (самые крупные города именно в этом регионе). Среди врагов преимущественно встречаются люди, орки и гоблины, маги, лесные животные, изредка летающие монстры — у этих противников преобладают физические и огненные сопротивления. На западе Центрального региона, на равнинах Тир-Хадар, присутствуют 2 нелюдских поселения: деревня орков и поселок лесных эльфов. Роль врагов играют лесные животные и крупные группы ледяных эльфов — здесь преобладают физические и магические сопротивления. В регионе проживают четверо из десяти драконов Анкарии.
- Болото: Восток карты: низинная ровная местность с большим количеством воды, но преобладают мелкие источники, не мешающие передвижению. Растительность, соответственно, болотная, множество влажных субтропических лесов (на севере региона, в долине Жураг-Нар, обычные смешанные леса), имеются даже обширные мангровые заросли (болото Аззчабрат). Преобладают мелкие человеческие населенные пункты, но есть один крупный город (Мистдэйл), в вышеупомянутой долине Жураг-Нар присутствует огромное подземное поселение темных эльфов. Из противников встречаются гоблины-нежить, темные эльфы, маги, энергетические существа и различные болотные монстры, особенно распространены паукообразные — у всех существ региона повышенные ядовитые сопротивления. В болотах можно повстречать трех драконов, один из них — мирный, дающий квесты.
- Восточная пустыня: Располагается на юге карты Анкарии. Равнина с мелкими барханами, с трех сторон окружена горами, на юге находится морское побережье и один остров, а также устье единственной здесь реки, которая берет начало далеко в горах. Тропический климат, растительность практически отсутствует. Есть несколько орочьих поселений (обитаемое только одно) и два человеческих. На севере и западе орки и огры, а на юге и востоке нежить и пещерные рыбы представляют собой здешних враждебных обитателей; соответственно орки обладают сильным физическим сопротивлением, а нежить и рыбы — ядовитым. В этой пустыне живёт один дракон.
- Западная пустыня: Лежит, соответственно, к западу от Восточной пустыни через крупную горную цепь с ущельем, на юге также имеет выход к морю. Этот регион заметно меньше предыдущих, как и все последующие регионы Анкарии. Также представляет собой равнину, но с крупными неровностями рельефа на юге и на севере. Водные объекты отсутствуют вообще, как и растительность, за исключением небольших областей у побережья, климат тропический. На юге и на севере есть разрушенные людские и орочьи посёлки. Орки, в качестве противников, водятся на севере региона. Остальную площадь заполонила нежить. Сопротивления врагов, такие же, как в Восточной пустыне.
- Вулканический регион: Небольшая по площади гористая область занимает плоскогорье на юго-западе Анкарии. Вместо рек здесь широко распространены лавовые потоки, которые буквально пронизывают всю наземную часть региона. Люди поселились в местных пещерах, они практически отрезаны от внешнего мира. В подземельях люди, а на поверхности разнообразные монстры и летающие твари являются противниками персонажа, у этих мобов преобладают огненные и физические сопротивления. В одной из пещер поселился огненный дракон.
- Шаддар-Нур: Регион, занимающий юго-восток карты, делится на две части: западная часть — пустыня, и восточная — горная страна с таёжной растительностью. За исключением горных хребтов, окружающих регион со всех сторон, оставляя лишь узкий перевал на западе, соединяющий Шаддар-Нур с Восточной пустыней, западная часть имеет равнинный рельеф. Растительность отсутствует, лишь на северо-востоке пустыни имеется небольшой оазис, в нём же находится единственный в регионе водоем. Восточная часть обладает очень сложным пересеченным рельефом, лишь на севере переходящим в ровную поверхность, где стоит башня Шаддара, главного злодея анкарийской кампании. Обе части региона соединяет большая пещера. Пустынную часть Шаддар-Нура населяют злые маги, гарпии и гигантские пауки с повышенным магическим сопротивлением. В пещере и горной части региона водятся орки, тролли, шаддар-римы и энергетические существа с сильным физическим сопротивлением. У упомянутого выше узкого перешейка лежит скелет дракона (что он там делает, совершенно непонятно).
- Северный регион: Из названия следует, что этот регион находится на севере Анкарии, обладает субарктическим климатом и скудной северной флорой, пробивающейся сквозь снежный покров. Область представляет собой изломанное узкое горное ущелье, разделенное посередине врубленным в скалу грандиозным монастырем серафимов. Этот регион, как и Шаддар-Нур, лишен человеческих поселений. Южную часть ущелья занимает замерзшее русло реки. Местные противники: волки, гиганты, снежные гоблины и ледяные ящеры; имеют сильное магическое сопротивление. На самом севере региона можно найти ледяного дракона.

#### Регионы преисподней
- Руины гномов: Регион на юго-востоке Преисподней, состоит из множества островов, разделенных узкими проливами, острова соединяются между собой мостами. Имеется мост, ведущий на Грибную горку. Область поросла тропическими лесами, присутствует множество руин древних каменных сооружений, разумной жизни кроме считанных гномов-нежить в регионе нет. Южная и восточная границы региона проходят вдоль гор, с севера и запада омывается реками. Из врагов широко встречаются демоны, а также ползающие, бегающие и летающие монстры-насекомые, обладающие увеличенным физическим и ядовитым, изредка огненным, сопротивлениями.
- Грибная горка: Этот регион занимает центр и юг карты Преисподней, с юга и востока ограничен горами, с запада и севера — водными протоками. Имеет выходы в Руины гномов и через Чистилище в Бальзамирующий лес и лес около Адского гребня. Из названия следует, что основную растительность области составляют грибные леса с узкими и не очень просеками, приток крупной реки пересекает местность с севера на юг: в устье притока расположен единственный крупный город во всем Андерворлде (Чистилище). Он населен хадуками (местной разумной расой), как и деревня на юго-востоке Горки. Противники представлены многочисленными монстрами и небольшим количеством демонов и мохв; их сопротивления аналогичны Руинам.
- Бальзамирующий лес: Занимает область на северо-западе карты, окружен непроходимыми чащами леса, а также, на севере и востоке, реками. Представляет собой смешанный лес с многочисленными тропинами и полянами, имеет прямой вход в Чистилище. В регионе поселились нук-нуки — полуразумные агрессивные существа, на севере леса, в поселке Харема живёт их вождь — Тук-тук. Среди монстров помимо нук-нуков встречаются череподеры, арахниды, кольчатые душители: на юге и на западе региона распространены различные демоны. Преобладают физическое, ядовитое и магическое сопротивления.
- Адский гребень: Регион находится на севере Преисподней, на юге ограничен рекой, с других сторон — горные обрывы. Имеет две части: сам Адский гребень и лес около него, имеющие между собой проход. Этот лес, располагающийся на юге региона, имеет такой же рельеф, растительность и животный мир (мобы) как Руины гномов и восток Грибной горки. Эта часть региона играет роль буфера между регионами «Адский гребень» и «Грибная горка» (вход через ворота Чистилища). Сам Адский гребень представляет собой ветвистую горную тропу с небольшими рощами чахлых деревьев, посреди региона находится башня с подземельем, в которой после поражения поселился Шаддар, рядом есть небольшой торговый пост хадуков. На гребне водятся стремительные ужасы, кромсатели и цереброподы с увеличенным огненным и магическим сопротивлениями.
- Лес дриад: Эта область занимает восток карты, на севере, юге и западе ограничена реками, на востоке — горами. Состоит из двух частей, которые соединены одним узким мостом: собственно Лес дриад и лес подобный такому же на юге Адского гребня, занимающий запад региона — обе эти леса также имеют между собой мост. Сам Лес дриад имеет весьма интересный вид: это густые кроны деревьев, по которым не менее густо проложены многочисленные деревянные мостки, по которым, собственно, и перемещаются персонажи и мобы, на востоке присутствует сеть пещер. В регионе живёт цивилизация дриад: народа, похожего на лесных эльфов, на западе леса находится их столица — Эзотопия. Из неприятелей, кроме дриад и лесных духов, на востоке области наблюдаются демоны и стигийские старейшины. У дриад преимущественно физическое, ядовитое и магическое сопротивления, у демонов — магическое и огненное.
- Долина слез: Находящаяся на западе карты Преисподней, это горная долина, окруженная скалами, довольно крупная по размерам; местность представляет собой переплетние горных троп, довольно густо поросших кряжистыми деревьями. На западе региона растет Темный лес, обладающий отличной от остальной площади растительностью, здесь она более темнолиственная. На севере расположилась вотчина главного босса игры Андукара: Гатол — Крепость слез, единственный вход в неё хорошо защищается. В центре Долины слез находится запоминающееся место — Поляна демонов, самая крупная ровная площадка в регионе, на которой водится много демонов Саккары. Долина слез также интересна тем, что имеет лишь один проход в другие регионы через длинную пещеру, попасть туда можно также через систему порталов. В регионе обитают самые опасные монстры в игре: демоны Саккары, цереброподы, различные гвардейцы и големы — их магическое и огненное сопротивление близится к максимуму.
- Н’Аквали: Эта местность, хоть и относится к Преисподней, по сути находится на территории Анкарии: длинное ущелье в скалах можно найти на юге карты между двумя пустынями, имеет проход на Острова через протяженную пещеру. На севере региона расположена одноимённая деревня — в этом месте ущелье имеет наибольшую ширину, на юге присутствует выход на морское побережье: здесь местность также имеет расширение. Н`Аквали является пустыней, из растений представлены редкие кактусы и колючки, в деревне есть несколько искусственных садов. Среди врагов превалируют скорпионы, пустынные гадюки и волки, пауки и летающие ящеры. Преобладает физическое, иногда ядовитое, сопротивление.
- Острова: Этот регион тоже имеет скорее Анкарийское местонахождение, занимает самый юго-запад карты Анкарии. Это четыре острова: Осторов вулкана, Остров сокровищ и Остров пиратов, примерно одинаковые по размерам и форме прямоугольники — расположены по порядку с запада на восток, а также Остров крабов — длинный остров, протянувшийся в таком же направлении к югу от остальных. Побережья всех островов покрыты песком, центральные части заросли тропическими лесами и имеют серьёзные возвышенности рельефа. Сообщение между островами осуществляется с помощью морских судов (кроме Острова сокровищ — туда попасть можно только демонессой со способностью «Полет»); в Н`Аквали можно попасть через пещеру, в другие регионы — только через портал. Мир противников представлен пиратами-нежить и крабами, на Острове вулкана ещё встречаются мохвы, а в самом вулкане — даже демоны. Преобладающие у них сопротивления — ядовитое и магическое.

## Разработка и выпуск
Разработка была начата компанией Ikarion из Ахена. Проект носил название Armalion и разрабатывался по лицензии серии ролевых настольных игр The Dark Eye. В 2001 году разработчик обанкротился, а Ascaron выкупили проект. Руководитель Ascaron Хольгер Флоттманн открыл в Ахене дочернюю студию Studio 2, в штат который была взята часть оригинальной команды разработчиков. К этому моменту игра была готова примерно наполовину. Проект был переименован в Sacred, и был продолжен как ролевой экшн в оригинальном сеттинге.